# Lac Tei
Pour les articles homonymes, voir Tei.
Le lac Tei est un lac artificiel de Bucarest d'une surface de 80 hectares, aménagé sur la rivière Colentina. En amont, se trouve le lac Floreasca et en aval se trouve le lac Plumbuita.
Autour du lac, le parc Tei a été aménagé.